# Шапкин, Николай Павлович
Никола́й Па́влович Ша́пкин (1926, с. Мучкап, Тамбовская губерния — 18 декабря 1944, возле г. Мишкольц, Венгрия) — рядовой Советской Армии, участник Великой Отечественной войны, Герой Советского Союза (1945, посмертно). Курсант роты 163-й стрелковой дивизии, 27-я армия, 2-й Украинский фронт.

## Биография
Родился в 1926 году в посёлке Мучкап (ныне пгт Мучкапский Тамбовской области) в семье крестьянина. Русский. Окончил 7 классов. Работал в колхозе.
В 1941 году уехал к брату в г. Краснодар, поступил в ремесленное училище. Затем эвакуировался в г. Новосибирск, позже в г. Куйбышев, где работал на заводе и одновременно учился в ФЗУ.
В Красной Армии с 1944 года (по другим данным, ушёл на фронт добровольцем в 1943 году). С этого же года на фронте.
Рядовой Шапкин погиб в бою 18.12.1944 за безымянную высоту в р-не г. Мишкольц (Венгрия), закрыв амбразуру пулемёта неприятеля своим телом, чем обеспечил выполнение боевой задачи.
Указом Президиума Верховного Совета СССР от 29 июня 1945 года рядовому Шапкину Николаю Павловичу посмертно присвоено звание Героя Советского Союза с вручением ордена Ленина и медали «Золотая Звезда».
Похоронен в с. Шайосентпетер (северо-западнее Мишкольца). Имя Героя носит улица в пгт. Мучкапский. В Кировской школе, где он учился, установлена мемориальная доска.